# Fenil-diklórfoszfin
A fenil-diklórfoszfin foszfororganikus vegyület, képlete C6H5PCl2. Színtelen, viszkózus folyadék, általánosan használják foszfinligandumok szintéziséhez.
Kereskedelmi forgalomban beszerezhető. Előállítható benzol és foszfor-triklorid alumínium-klorid katalizátor jelenlétében végzett elektrofil szubsztitúciós reakciójával. Más vegyületek, például a fenil-dimetilfoszfin előállításának köztiterméke:
{\displaystyle \mathrm {C_{6}H_{5}PCl_{2}+2\ CH_{3}MgI\rightarrow C_{6}H_{5}P(CH_{3})_{2}+2\ MgICl} }
Diénekkel reagálva McCormack-reakció játszódik le, melynek eredményeként foszfolok keletkeznek.

## Fordítás
Ez a szócikk részben vagy egészben  a   Dichlorophenylphosphine című angol Wikipédia-szócikk ezen változatának fordításán alapul.  Az eredeti cikk szerkesztőit annak laptörténete sorolja fel. Ez a jelzés csupán a megfogalmazás eredetét és a szerzői jogokat jelzi, nem szolgál a cikkben szereplő információk forrásmegjelöléseként.